# 张集街道
张集街道，是中华人民共和国江苏省徐州市铜山区下辖的一个乡镇级行政单位。

## 行政区划
张集街道下辖以下地区：
张集社区、祥乐社区和沛南社区。